# Le Dourn
 Le Dourn  es una población y comuna francesa, ubicada en la región de Mediodía-Pirineos, departamento de Tarn, en el distrito de Albi y cantón de Valence-d'Albigeois.

## Demografía
| 276 | 269 | 305 | 350 | 405 | 403 | 404 | 458 | 411 | 403 | 412 | 432 | 420 | 440 | 427 | 436 | 430 | 425 | 415 | 395 | 350 | 308 | 302 | 252 | 251 | 247 | 215 | 177 | 163 | 144 | 154 | 129 | 125 |
| Para los censos de 1962 a 1999 la población legal corresponde a la población sin duplicidades (Fuente: INSEE [Consultar]) |     |     |     |     |     |     |     |     |     |     |     |     |     |     |     |     |     |     |     |     |     |     |     |     |     |     |     |     |     |     |     |     |